# Billy Gammon
Willie Humphreys Gammon, também conhecida como Billy Gammon (Lavras, 1 de julho de 1916 – 25 de setembro de 1974) foi uma professora e missionária brasileira da Igreja Presbiteriana.
Desenvolveu vários trabalhos de alfabetização de adultos, conscientização da juventude e atuou contra a ditadura militar brasileira. Abrigou estudantes e líderes que eram perseguidos, presos e torturados pelo regime em seu apartamento, tentando obter apoio de pessoas influentes para libertar presos políticos. Sua atuação acabou desagradando líderes conservadores da igreja que acabaram por denunciá-la aos militares.

## Biografia
Billy nasceu na cidade mineira de Lavras, em 1916. Era filha de Samuel Rhea Gammon, arquiteto, e Clara Gennet Moore Gammon, missionários cristãos norte-americanos. Estudou na Escola Carlota Kemper e cursou o ensino médio no Instituto Presbiteriano Gammon, fundado por seu pai. O casal de missionários também fundou a ESAL, escola de agricultura que deu origem à Universidade Federal de Lavras.
Viajando para os Estados Unidos, Billy ingressou no St. Andrews Presbyterian College, na Carolina do Norte, onde concluiu o bacharelado em Letras. Em 1940, defendeu seu mestrado em educação pela Drew University, em Nova Jérsei, com a dissertação Contribuição dos colégios evangélicos para o desenvolvimento da educação no Brasil. Em 1971, defendeu seu segundo mestrado, em literatura norte-americana, pela Universidade da Virginia, com a dissertação The Brazilian poetry of Elizabeth Bishop — the growth of sympathy.
Pelas Universidade de Cambridge (1966), Universidade de São Paulo (1972) e Universidade de Brasília (1973), fez especialização em língua inglesa e pela Universidade de Nova Iorque (1939) e pelo Instituto Ecumênico da Faculdade de Teologia da Universidade de Genebra, (1961) especializou-se em teologia. Foi professora de inglês, dança e sapateado no Instituto Gammon. Entre 1965 e 1968 lecionou Língua Inglesa na Universidade de Brasília (UnB), da qual assumiu a cadeira da disciplina e de literatura inglesa e norte-americana.
Criada na Igreja Presbiteriana, desenvolveu trabalhos, em especial com a juventude, de 1946 a 1960. Foi secretária-geral da mocidade presbiteriana do Brasil entre 1946 e 1958, onde era responsável pelo planejamento, programação e orientação do trabalho da juventude presbiteriana no país. Entre 1958 e 1960 trabalhou no Departamento da Mocidade da Confederação Evangélica do Brasil, tendo um trabalho semelhante ao anterior. Participou de vários congressos e simpósios, encontros e eventos no Brasil e no exterior, publicando artigos sobre o trabalho com a juventude cristã, além de ser editora da Revista da Mocidade e Brasil Presbiteriano.

## Ditadura
Billie trabalhava com a juventude presbiteriana de maneira que desagradava aos líderes conservadores. Ensinava dança, o que era considerado "pecado" por outras denominações. Sua gestão democrática do ensino incentivava os jovens a estudarem a bíblia por si, de maneira contextualizada com a sociedade e se reunirem em retiros e assembleias, inclusive de estudantes. Ainda na década de 50, ajudou os jovens a criarem seu próprio jornal, o Mocidade, que se tornaria um órgão oficial da Mocidade Presbiteriana.
O envolvimento com os jovens a levou a se envolver também com a luta contra a ditadura e à repressão. Em artigos publicados no Mocidade, os jovens criticavam a igreja e a estrutura eclesiástica presbiteriana. Os líderes da igreja acreditavam que Billy estava contaminando a juventude com pensamentos modernistas, mundanos e comunistas e após 14 anos de circulação irrestrita, o jornal foi proibido, a diretoria exonerada e Billy banida de qualquer outra função dentro da Igreja Presbiteriana.
Mudando-se para Brasília, ingressou como professora de Ciências Sociais na UnB, onde ajudou a organizar o ensino e o currículo da universidade. Envolveu-se com os movimentos estudantis, como a UNE e a Aliança Bíblica Universitária do Brasil (ABUB), mas foi criticada por essa última por levar militantes contra ditadura para as rodas de estudo bíblico e por analisar a situação política brasileira nos encontros. Com o golpe militar de 1964, a pressão sobre os professores de esquerda da universidade aumentaram e ela acabou demitida da UnB.
Fora da UnB, continuou lecionando, apoiando movimentos estudantis contra o regime e abrigando perseguidos pelos militares em sua casa. Trabalhou em cursos de alfabetização, abrigando pobres e necessitados, frequentando a igreja presbiteriana mesmo depois de banida da instituição.

## Morte
Billy foi vítima de um atropelamento em Brasília e foi encontrada no chão, próxima à uma padaria, gravemente ferida. Ela morreu no Hospital de Base do Distrito Federal, em 25 de setembro de 1974, aos 58 anos, depois de dois dias internada para tratamento e cirurgia. Billy foi sepultada em Lavras, no Cemitério São Miguel, no túmulo da família. Sua família e amigos nunca aceitaram a teoria de um acidente e pressionaram as autoridades a investigar o atropelamento como um homicídio.